# Gary Knafelc
Gary Knafelc (Pueblo, Colorado; 2 de enero de 1932 – Clermont, Florida; 19 de diciembre de 2022) fue un jugador estadounidense de fútbol americano que jugó en las posiciones de wide receiver y tight end por 9 temporadas en la NFL, dos de las cuales salió campeón.

## Biografía
A nivel universitario jugó con los Colorado Buffaloes dirigido por Dallas Ward por cuatro años.
En 1954 es seleccionado en la posición 14 de la segunda ronda del draft por los Chicago Cardinals, que lo terminaron traspasando a sus rivales de Green Bay Packers antes de iniciar la temporada, y es el único jugador de Green Bay que jugó en el City Stadium y en el Lambeau Field.
Su primer partido fue una victoria por 20-17 ante los Detroit Lions, donde atrapó un pase de 18 yardas de Tobin Rote el 25 de septiembre de 1955 que fue el de la victoria.
Formó parte de los primeros dos títulos en la era de Vince Lombardi en 1961 y 1962 y se retiraría en 1963 con los San Francisco 49ers. Fue introducido al Salón de la Fama de los Green Bay Packers en 1976 y luego de retirarase fue el anunciador del Lambeau Field hasta 2004.

## Logros

### Equipo
- Campeonato de la NFL en 1961 y 1962.

### Individual
- Inducción al Salón de la Fama de los Green Bay Packers en 1976.